# Nordjyllands Idrætshøjskole
Nordjyllands Idrætshøjskole (forkortet NIH) er en folkehøjskole med fokus på bl.a. idræt, fællesskaber, venskaber, frihed, udvikling og rejser. NIH fungerer i dag som et sted for unge, primært i alderen 18-25 år, der oftest holder sabbatår og/eller pause fra uddannelse. Eleverne på NIH vælger i dag at starte på idrætshøjskolen af vidt forskellige grunde. Men et af de vigtigste parametre er dog stadig friheden. Friheden til selv at vælge fag. Friheden fra at skulle præstere og gå til eksamen. Friheden til at fokusere på egne valg og interesser. Dette var højskolens fokus i begyndelsen, og er det stadig den dag i dag.
NIH er en "ung" idrætshøjskole fra 1986, og det bærer skolens indretning præg af. Der blev gjort nogle anderledes tanker omkring beboelse, opdeling af faciliteter og logistik. Skolen er bygget i ét plan og er opdelt i en undervisnings- og beboelsesfløj. Undervisningsfløjen består i dag af tre haller, undervisningslokaler og foredragssal. Dertil er det blevet bygget et fitnesscenter på 1000m2, der indeholder cross fit box, styrke-, cardio og spinninglokaler. Beboelsesfløjen er indrettet med opholdsrum, spisesal, værelsesfløj, vaskerum og tekøkkener. To- og tremands værelserne blev ligeledes indrettet med bad og toilet.  
Udover idrætten og sporten, der er omdrejningspunktet, indeholder skemaet på NIH også: sang, debat, valgfag og foredrag.  

## Fagudbud
NIH har haft et skiftende fagudbud til eleverne på de lange kurser over tid, hvor der i de første år var langt større fokus på gymnastik, herunder springgymnastik. Sidenhen har dette ændret sig markant og fagudbuddet svinger generelt fra år til år og er desuden tilpasset de tilgængelige undervisningskompetencer. I de senere år har fagudbuddet drejet sig mod flere uddannelseslinjer, hvor det er muligt at blive eksempelvis fitness-instruktør. Der findes endvidere en mulighed for at følge et forberedelseskursus med henblik på optagelse på politiskolen. Desuden startede i efteråret 2008 en teambuilderlinje, hvor man uddannes til teambuilder og får erfaring med at planlægge teambuilding og events for f.eks. firmaer, skoler og privatpersoner. Det alsidige fagudbud er i dag inddelt i fem faggrupper: Bold & Sport, Fitness, Outdoor, Uddannelse og Livsstil.
De enkelte fag udbydes i moduler af cirka to måneder, hvorefter det er muligt at skifte hold. 
Filosofien i idrætten på Nordjyllands Idrætshøjskole er breddeidrætten, hvor der er plads til alle idrætsudøvere.

## Skolens faciliteter
Idrætshøjskolen har en lang række faciliteter. På skolen findes blandt andet tre idrætshaller, sauna og vildmarksbad, fodboldbaner, beachvollybaner, diverse undervisningslokaler, discgolfbane osv. Derudover har idrætshøjskolen bygget et adventureområde med fokus på klatring. Området er udstyret med et 12 meter højt klatretårn, stor highwirebane i 6-21 meters højde, en kæmpegynge med udspring fra 12 meter, samt 3 svævebaner på 125 meter.
Der er i 2022 også indviet et helt nyt fitnesscenter på 1000m2 bestående af crossfit box på 533m2, styrke-, cardio og spinninglokaler.

## Historie
Skolen blev stiftet i 1986 og er beliggende i Brønderslev. Idrætshøjskolen blev oprettet som resultatet af en række mestendels lokale initiativtageres ideer om at få en idrætshøjskole til området. Højskolen åbnede for første elevårgang i efteråret 1986 i nye bygninger bygget specielt til formålet af Brønderslev Kommune, der havde købt grunden, som tidligere var blevet anvendt til landbrug.
Sidst i 1990 oplevede skolen ligesom de øvrige højskoler i Danmark en tilbagegang i elevtallet, men var dog en af de højskoler, der var bedst belagt.
Ligesom det var lokale kræfter, der støttede op om oprettelsen er skole er der i dag et tæt samarbejde med lokalforeninger. Brønderslev gymnastikforening afholder eksempelvis en del af sin undervisning i skolens lokaler. Desuden er "NIH Kultur og Musik" vært for en række koncerter i skolens idrætshal. Der har således været kunstnere som tv·2, The McCalmans, Lis Sørensen, Niels-Henning Ørsted Pedersen og andre.

## Kurser
Nordjyllands Idrætshøjskole er både rammen for lange kurser, der fortrinsvis retter sig mod de unge fra 18 år til op i tyverne samt korte kurser, der afholdes i sommerferien og er rettet mod børnefamilier.
De lange kurser varierer fra 18 til 44 uger, hvor alle uanset længde indgår i dagligdagen under samme præmisser.

## Forstandere
- Eva Terp-Hansen - Forstander
- Morten Marinussen - Viceforstander